# Генеральний значковий
Генеральний значковий — військове звання генеральського складу (генеральна старшина) в Збройних силах Української Держави в 1918 році. Друге за ступенем генеральське звання. Серед сучасних генеральських звань Збройних сил України, його аналогом є звання «генерал-лейтенант».
Звання генерал-значковий було вище за рангом від генерального бунчужного і нижче за генеральний хорунжий.

## Назва звання
Звання генеральний значковий, складається з двох частин: «генеральний» (від лат. generalis — загальний, спільний) та «значковий». Військове звання «значковий», відповідало в УД сучасному званню лейтенант, що споріднює значення звань генеральний значковий та генерал-лейтенант та генерал-поручник. 
Це звання на відміну від інших генеральських звань (генеральний бунчужний, генеральний хорунжий) не мало відповідності серед генеральної старшини часів козаччини.

## Передумови появи
Значок, малий полковий прапор, що його використовували в повсякденні замість великої полкової хоругви. Обов'язки несення і охорони значка з 1-й чверті XVIII ст. були на другому хорунжому, який очолював осібний загін з найкращих та найзаслуженіших козаків полку — значкових товаришів.
В XVII — XVIII ст. в Гетьманщині, значковий товариш найменший ранг Значного військового товариства. 

## Знаки розрізнення
Знаки розрізнення в Збройних силах Української Держави були введені наказом Військової офіції ч. 221 від 16 червня 1918 року і розміщувалися на погонах зі округленим кінцем. Генеральські погони були вкриті витим золотим шнуром, завширшки у половину ширини погону, який йшов вздовж погону. Знаками розрізнення генерального значкового була одна булава, на погоні.
Наказом Військової офіції ч. 222 від 18 червня 1918 року затверджувались польові погони військовослужбовців захисного кольору. Якщо вигляд звичайних погонів був під значним німецьким впливом, то вигляд польових офіцерських погонів Української держави, нагадував російські імперських часів. Генеральські погони мали зигзаг який йшов вздовж погону, старші офіцери (штаб-старшина) мали на погонах два просвіти, а молодші офіцери (обер-старшина) один просвіт. Генеральний значковий на захисному погоні з генеральським зигзагом мав захисну емблему булави.

## Носії звання генеральний значковий
- Ходорович Микола Олександрович
- Безкровний Олександр Олексійович
- Щуцький Борис Йосипович
- Хануков Олександр Павлович
- Кущинський Антін Андрійович
- Пащенко Василь Григорович
- Березовський Олександр Іванович
- Левицький Георгій Олександрович
- Федяй Леонід Васильович
- Вербицький Петро Іванович
- Романовський Микола Олександрович
- Головін Микола Миколайович

| Нижче за рангом: Генеральний хорунжий | ЗС Української держави Генеральний значковий (1918) | Вище за рангом: Генеральний бунчужний |